# Sara Shilo
Sara Shilo (hebreiska: שרה שילה), född 1958 i Jerusalem, är en israelisk författare. Shilo hade tidigare skrivit barnböcker men aldrig läst ut en roman, när hon inspirerades av David Grossmans roman She-tehi li ha-sakin från 1998 och senare själv debuterade som romanförfattare med boken Shum gamadim lo yavo'u, utgiven 2005 och belönad med Sapirpriset. Boken utkom på svenska 2014, i översättning av Natalie Lantz, med titeln Falafelkungen är död.